# Зенгер, Самуэль
Самуэль Зенгер (нем. Samuel Saenger; 17 февраля 1864, Новые Жагоры, Ковенская губерния, ныне Литва — 6 мая 1944, Лос-Анджелес) — немецкий журналист и дипломат.
С 1875 г. вместе с семьёй жил в Берлине. Учился в Берлине, затем в Англии и Франции, в 1888 г. защитил докторскую диссертацию во Фрайбургском университете. Некоторое время преподавал в гимназии. С 1898 года публиковался в еженедельнике Теодора Барта «Die Nation», в 1900—1907 гг. штатный сотрудник газеты Максимилиана Гардена Die Zukunft. В 1908—1933 гг. один из редакторов газеты Neue Rundschau, посвящённой преимущественно искусству и культуре. Одновременно в 1917 г. был привлечён к дипломатической работе и направлен министерством иностранных дел в Стокгольм для наблюдения за проходившей там международной социалистической конференцией. В 1919 г. в качестве личного представителя министра иностранных дел графа Брокдорфа-Ранцау отправился в Прагу для организации там посольства Германии и своими отчётами берлинскому начальству сыграл заметную роль в установлении дипломатических отношений между двумя странами. До 1929 г. продолжал находиться на дипломатической службе.
В 1933 г., после прихода к власти нацистов, потерял газетную работу из-за еврейского происхождения. В 1939 г. получил возможность выехать во Францию, а в 1941 г. в США.
Был женат на скрипачке Ирмгард (Ирме) Зенгер-Сет. Две их дочери стали пианистками; старшая Элизабет (1898—1990) была замужем сперва за художником Ойгеном Шпиро, затем за публицистом и переводчиком Йозефом Шапиро, младшая Магдалена (1907—1991) — сперва за композитором Францем Ваксманом, потом за архитектором Отто Фирле.